# Новоказанка (Белебеевский район)
Новоказа́нка (баш. Яңы Казанка) — деревня в Знаменского сельсовета Белебеевского района Республики Башкортостан.

## География
Стоит вблизи реки Кутузинка, между селом Знаменка и деревней Новосараево.
Расстояние до:
- районного центра (Белебей): 39 км,
- центра сельсовета (Знаменка): 4 км,
- ближайшей ж/д станции (Глуховская): 16 км.

## Население
| 2002 | 2009 | 2010 |
| ---- | ---- | ---- |
| 56   | ↗66  | ↘52  |

Национальный состав
Согласно переписи 2002 года, преобладающая национальность — татары (57 %).